# Ceratomyxa etrumuci
Ceratomyxa etrumuci is een microscopische parasiet uit de familie Ceratomyxidae. Ceratomyxa etrumuci werd in 1948 beschreven door Dogiel. 